# Via dei Boni
Via dei Boni è una via del centro storico di Firenze, situata tra via de' Pecori e piazza di Santa Maria Maggiore angolo via Teatina.

## Storia e descrizione
La strada prende il nome dalla famiglia Boni che qui ebbe alcune delle sue case, e anticamente si chiamò vicolo dei Boni, ma anche chiasso dei Buoi (questo nome condiviso con le attuali via degli Agli, via Teatina e ultimo tratto di via de' Pecori). Via dei Boni era invece uno dei nomi con cui venne chiamata via dei Pecori, soprattutto nel tratto tra piazza dell'Olio e via del Beccuto (oggi via de' Vecchietti).
Per quanto possa apparire modesta e dismessa, la strada è un rimasuglio dell'antica topografia di questa parte della città, risparmiato dal "risanamento", seppure gli edifici che vi affacciano venissero ammodernati: sul lato nord il palazzo oggi del Credito Italiano, e su quello sud il retro di palazzo Grocco (dove si trovarono le case dei Del Beccuto da cui proviene la Madonna del Beccuto di Paolo Uccello).